# Anchallani
Anchallani (auch: Anchacallani) ist eine Ortschaft im Departamento La Paz im südamerikanischen Anden-Staat Bolivien.

## Lage und Umgebung
Anchallani ist der zentrale Ort des Kanton Anchallani und der bevölkerungsstärkste Ort im Municipio Luribay in der Provinz Loayza. Die Ortschaft Anchallani liegt auf einer Höhe von 4187 m in einem Hochtal 10 Kilometer südwestlich des Río Luribay und 20 Kilometer von Luribay entfernt, dem zentralen Ort des Municipios.

## Geographie
Anchallani liegt in der Kordillere Serranía de Sicasica, zwischen dem bolivianischen Altiplano im Westen und dem Amazonas-Tiefland im Osten. Das Klima der Region ist ein typisches Tageszeitenklima, bei dem die Schwankung der Temperaturen im Tagesverlauf deutlicher ausfällt als die mittlere Schwankung im Verlauf der Jahreszeiten.
Die Jahresdurchschnittstemperatur der Ortschaft liegt bei 8 °C, die Monatswerte schwanken zwischen 10 °C im November/Dezember und knapp 5 °C im Juni/Juli (siehe Klimadiagramm Anchallani). Der Jahresniederschlag beträgt knapp 500 mm, mit einer ausgeprägten Trockenzeit von Mai bis Oktober und einem Januar-Höchstwert von über 100 mm.

## Verkehrsnetz
Anchallani liegt in einer Entfernung von 160 Straßenkilometern südöstlich von La Paz, der Hauptstadt des gleichnamigen Departamentos.
Von La Paz führt die asphaltierte Nationalstraße Ruta 1 in südlicher Richtung 104 Kilometer bis Patacamaya. Von dort zweigt sechs Kilometer weiter südlich eine unbefestigte Stichstraße Richtung Nordosten nach Luribay ab, die nach 50 Kilometern Anchallani erreicht.

## Bevölkerung
Die Einwohnerzahl der Ortschaft ist in den vergangenen beiden Jahrzehnten um zwei Drittel angestiegen:
| Jahr | Einwohner | Quelle       |
| ---- | --------- | ------------ |
| 1992 | 458       | Volkszählung |
| 2001 | 643       | Volkszählung |
| 2012 | 765       | Volkszählung |
| 2024 |           | Volkszählung |

In Anchallani ist die Aymara-Bevölkerung vorherrschend, im Municipio Luribay sprechen 97,3 Prozent der Bevölkerung Aymara.